# Сектор Гази
31°27′ пн. ш. 34°24′ сх. д. / 31.45° пн. ш. 34.4° сх. д.

Карта Сектора Гази станом на грудень 2008 р.

Сектор Гази, Сектор Газа, або Смуга Гази (араб. قِطَاعُ غَزَّةَ Qiṭāʿ Ġazzah [qɪˈtˤɑːʕ ˈɣaz.za]) — вузька ділянка землі на східному узбережжі Левантійського моря, складова території, відведеної у 1947 році для майбутньої арабської держави за планом ООН по розділенню Палестини. З 1918 року під контролем Сполученого Королівства, з 1948 — Єгипту, з 1967 року — Ізраїля, який у 1993 році надав палестинській владі обмежене самоврядування згідно з угодами Осло, а у 2005 році вивів зі смуги піхотинців, ліквідував свої поселення та запровадив військовий контроль над територіальними водами, повітряним простором та сухопутним кордоном (за винятком того, що знаходяться під єгипетським контролем). Де-юре, вважається  одним з двох анклавів частково визнаної арабської Держави Палестина (нарівні з територією Західного берега річки Йордан), яка  знаходиться під окупацією Ізраїля. Де-факто, разом із Західним берегом річки Йордан утворює палестинську автономію в складі Ізраїлю під керівництвом Палестинської національної адміністрації. Внаслідок міжпартійного конфлікту 2007 року територія сектору Гази контролюється Хамас та блокується Ізраїлем.
З населенням в понад 2 млн осіб на площі близько 365 км² сектор Гази, якщо вважати його політичною одиницею найвищого рівня, займає третє місце за густотою населення у світі. Понад дві третини населення смуги складають біженці, які залишили територію Ізраїлю внаслідок Арабо-ізраїльської війни 1947—1949 років, та їхні нащадки.

## Загальні відомості
Цей район вважається одним із найбільш густонаселених у світі. Довжина Сектора Гази становить 54 км, ширина — 12 км. При цьому на площі 363 кв. км проживає близько 1,5 млн палестинців. Головним джерелом доходів для місцевих жителів був експорт сільськогосподарської продукції, переважно цитрусових, до Ізраїлю. Проте після початку «інтифади Аль Акса» у 2001 році Ізраїль практично закрив кордони.
Міста Сектора Гази: Абасан, Бейт-Ханун, Газа (Аза), Дір ель Балах (Дейр ель Балах, Дейр аль Балах, Дір аль Балах), Рафах (Рафіах), Хан Юнес (Хан Юніс), Джабалія.

## Новітня історія
15 серпня 2005 року в рамках плану одностороннього розмежування Ізраїль почав евакуацію єврейських поселенців (8500 осіб) і військ із району. До 22 серпня Сектор Гази покинули всі єврейські поселенці. 12 вересня був виведений останній ізраїльський солдат, що завершило 38-річну ізраїльську окупацію Сектора Гази.
На перших, проведених 25 січня 2006 року на території Гази, «демократичних» виборах у Палестинську законодавчу асамблею терористична організація ХАМАС несподівано отримала 74 зі 133 місць, що стало причиною міжнародної кризи. Після перемоги ХАМАС «відмовився визнати раніше укладені палестинцями угоди з Ізраїлем». У результаті Ізраїль продовжив збройні удари по сектору й арешти палестинців, включно з членами «палестинського парламенту та уряду», а міжнародні банкіри почали фінансовий бойкот Палестини.
ХАМАС опинився в конфронтації з ФАТХ, з представників якого переважно складався уряд автономії, а також продовжив обстріл території Ізраїлю. Бойовики ХАМАС полонили ізраїльського солдата, що стало приводом для початку військової операції Ізраїлю в Секторі Гази.
У лютому 2007 року між керівниками ФАТХ і ХАМАС була досягнута угода про палестинську єдність і створено коаліційний уряд.
Тристоронні переговори між США, Палестинською Автономією та Ізраїлем закінчилися безрезультатно. За підтримки Ізраїлю і США лідер ФАТХ Махмуд Аббас спробував потіснити ХАМАС, але в червні 2007 року ХАМАС, у результаті боїв, захопив владу в Секторі Гази. У відповідь глава Палестинської автономії, лідер угрупування ФАТХ Махмуд Аббас 14 червня заявив про розпуск уряду, у якому переважав ХАМАС, ввів режим надзвичайного стану в регіоні і на словах узяв всю повноту влади у свої руки. Експерти заговорили про розкол Палестини на два ворожих утворення.
Лідер ПА Махмуд Аббас створив новий уряд на Західному березі річки Йордан і визнав бойовиків ХАМАС терористами.
У жовтні 2007 року Ізраїль оголосив Сектор Гази «ворожим державним утворенням» і поглибив його економічну блокаду, періодично відключаючи подачу електроенергії, припиняючи постачання енергоносіями тощо.
31 травня 2010 року відбулося захоплення ізраїльськими військовими шести суден у Середземному морі, що намагалися доставити у Сектор Гази гуманітарну допомогу всупереч встановленій Ізраїлем блокаді цього регіону (див. Захоплення «Флотилії свободи»). Декілька човнів з озброєними вогнепальною зброєю пропалестинськими активістами (близько 600 осіб, переважно громадяни Туреччини), членами Європейського парламенту та правозахисних організацій отримали назву «Флотилія свободи» (англ. Freedom Flotilla). Під час штурму судна загинуло 9 осіб, ще 60 отримали поранення, у тому числі й ізраїльські військові. Вбивство представників гуманітарних організацій викликало хвилю протестів по всьому світі та засуджень дій Ізраїлю, як у ООН, так і урядами декількох країн світу. Ізраїль, своєю чергою звинуватив організаторів акції у провокації.

## Військовий конфлікт 2012 року
У п'ятницю 16 листопада 2012 року ізраїльські війська атакували з повітря близько 150 цілей на території сектора Гази.
Авіаційні нальоти на Сектор Гази стали відповіддю на численні ракетні обстріли ізраїльської території бойовиками руху ХАМАС. Зокрема, тільки столичному місту Газа було завдано не менше 15 ударів. Крім столиці, повідомлення про бомбування надійшли із північних міст Бейт-Хануна, Бейт-Лахії, а також із населених пунктів у центральній і південній частинах сектора Гази. Напередодні палестинцям вдалося вперше обстріляти найбільш населений центральний район Ізраїлю. Одна ракета впала у місті Рішон-ле-Ціон, що за 60 кілометрів від північної межі сектору. Палестинськими ракетами був атакований Тель-Авів. З палестинської сторони за кілька днів обстрілів загинули 19 бойовиків і мирних жителів, з ізраїльської — троє мирних жителів, у чий будинок напередодні потрапила ракета.
17 листопада 2012 року авіація Ізраїлю завдала ударів по штаб-квартирі руху ХАМАС у секторі Гази. Свідки повідомляють, що будівлю майже повністю зруйновано. Днем раніше там гостював прем'єр-міністр Єгипту Хішам Канділь. За три дні операції загинуло щонайменше 29 палестинців і троє ізраїльтян.
18 листопада 2012 року вночі під ізраїльський обстріл Сектору Гази потрапили дві будівлі, у яких розміщувався ряд палестинських ЗМІ, а також місцеві офіси британських телеканалів ITN, Sky News та цілого ряду інших іноземних мовників.
19 листопада 2012 року Ізраїль відновив авіаудари по сектору Гази у відповідь на запуски ракет бойовиками руху ХАМАС по ізраїльській території з Гази. Ізраїльська влада пред'явила руху ХАМАС 36-годинний ультиматум. Ізраїль заявив, що якщо за цей час із сектора Гази не припинять запускати по Ізраїлю ракети, вони розширять воєнну операцію, заявив міністр фінансів Ізраїлю Юваль Штайніц. В інтерв'ю ізраїльській армійській радіостанції «Ґалей Цагал» міністр підкреслив, що у випадку, якщо ХАМАС не припинить обстрілювати територію Ізраїлю й незаконно постачати Сектор Гази зброєю, справа може дійти до «повністю військового розв'язання» питання.

## Військовий конфлікт 2023 року
7 жовтня 2023 року бойовики ХАМАС з Сектору Гази завдали масовану ракетну атаку по території Ізраїлю. Під обстріл потрапили Тель-Авів, Рішон-ле-Ціон, Бат-Ям, Кір'ят-Гат, Нетівот, Кфар-Сава, Ашкелон, Беер-Шева та Рамат-га-Шарон. Після чого відбулось вторгнення ХАМАС та захоплення ізраїльської військової бази, а також щонайменше 7 ізраїльських громад на кордоні, серед них — Сдерот, Нахаль-Оз, Кфар-Аза, Маген, Суфа.
Лідер військового крила ХАМАС Мохаммед Дейф оголосив, що вони розпочали нову військову операцію проти Ізраїлю під назвою «Шторм Аль-Акса», у відповідь на напад Збройні сили Ізраїлю розпочали операцію «Залізні мечі».
Того ж дня міністр енергетики Ізраїлю Ісраель Кац заявив про припинення постачання електроенергії до Сектору Гази. Понад 60 % електроенергії Сектор Гази отримував саме від Ізраїлю.
Ввечері 13 листопада 2023 року в рамках операції сил ЦАХАЛ з'явилися повідомлення про втрату силами ХАМАС контролю над містом Газа.
24 травня 2024 року Міжнародний суд ООН у Гаазі ухвалив рішення, що Ізраїль має припинити військові дії в місті Рафах на півдні сектору Газа.
Одним з наслідків військового конфлікту стало масова втеча цивільного населення з території Сектору Газа, так станом на 1 січня 2025 року чисельність населення зменшилось на 6 %.